# Gôg

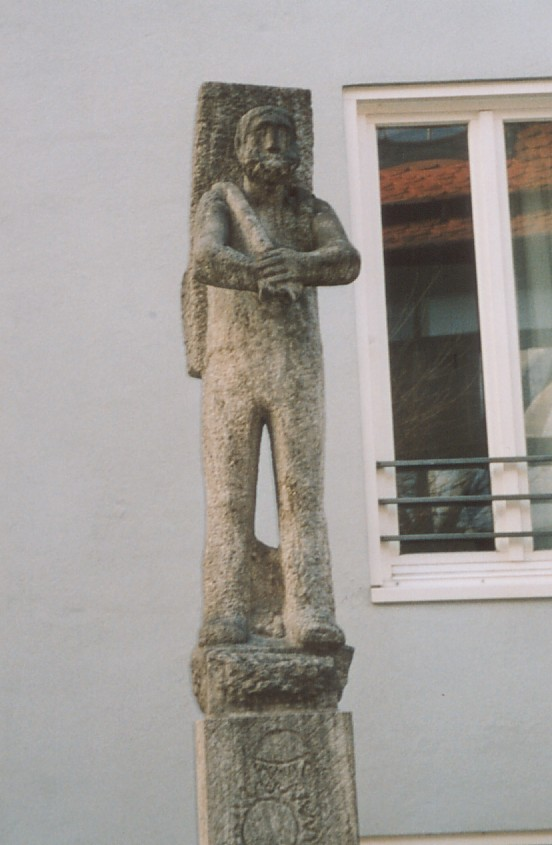
„Der Wengerter“ von Ugge Bärtle aus dem Jahr 1961 zeigt einen Gôg mit einem Reff – der typischen, aus Weiden geflochtenen Kiepe. Die Skulptur steht in der Tübinger Salzstadelgasse.

Gôg ist die mundartlich-schwäbische Bezeichnung für einen Weingärtner aus der Tübinger Unterstadt. Die Gôgen bildeten über Jahrhunderte eine eigenständige Bevölkerungsgruppe im sonst stark von Universitätsangehörigen geprägten Tübingen. Als typisch für die Gôgen galten Armut, geringe Bildung, Sturheit, Fortschrittsfeindlichkeit und ein schwer verständlicher Dialekt. Über die Stadtgrenzen hinaus bekannt wurde der Ausdruck Gôg vor allem durch die Gôgen-Witze. Mit dem Ende des Tübinger Weinanbaus in der ersten Hälfte des 20. Jahrhunderts verschwand die klare Abgrenzung der Gôgen von den anderen Bevölkerungsteilen der Stadt.

## Germanistisches

### Etymologie

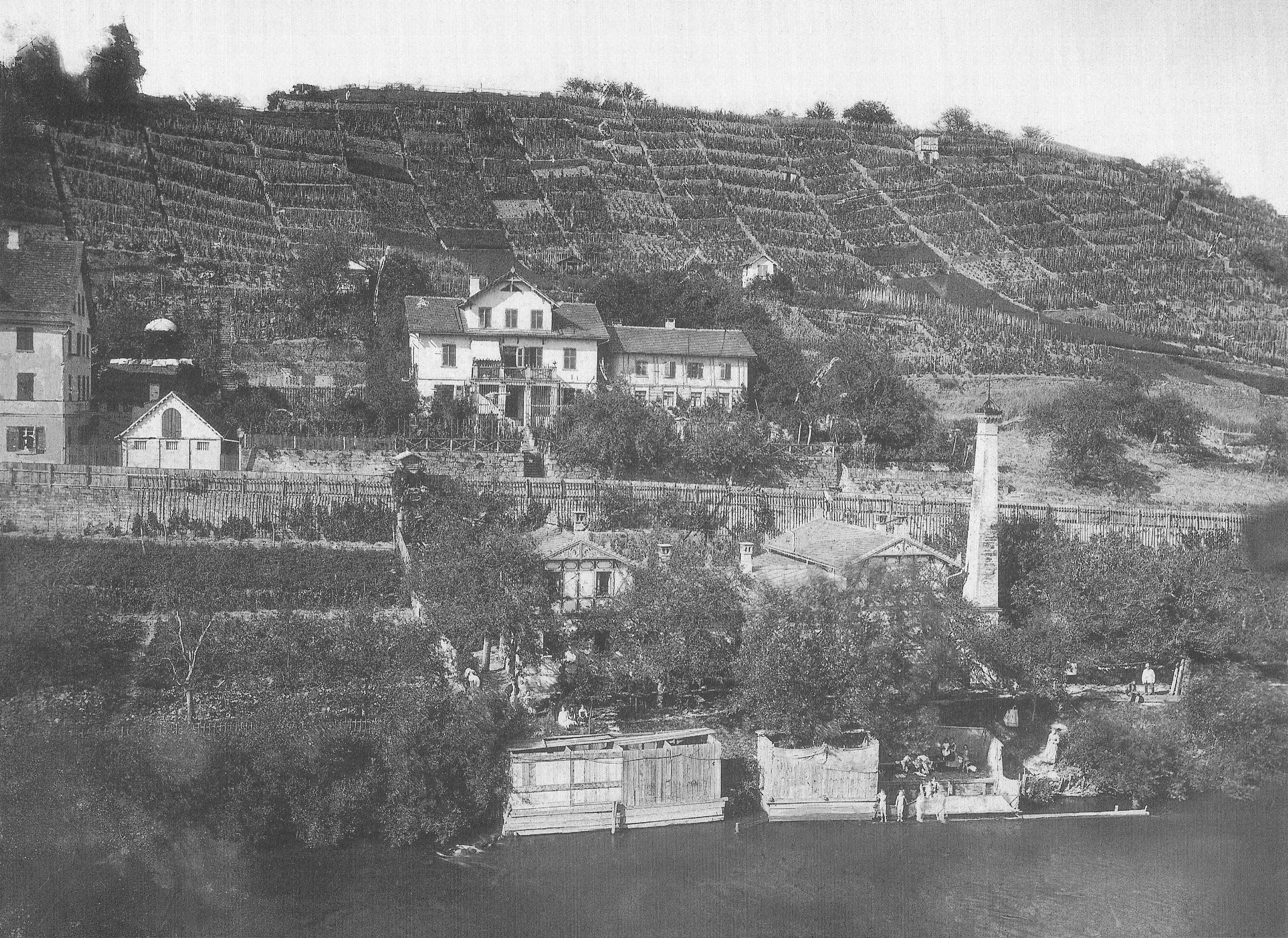
Weinanbau am Tübinger Österberg, Fotografie von Paul Sinner, 1886

Die etymologische Herkunft des Wortes Gôg ist unbekannt. Folgende Ursprünge werden erwogen:
- Das mittelhochdeutsche Wort Gauch für Kuckuck, Tor, Narr, Possenreißer oder Schlauberger: Schon zu römischer Zeit gab es Winzerneckereien, bei denen der Kuckucksruf imitiert wurde, um die Weinbauern zu necken, die vor dem ersten Kuckucksruf ihren Rebschnitt vollenden mussten, während die Weinbauern die Spaziergänger während der Weinlese aufs übelste beschimpften, weil sie annahmen, dass diese zum Traubenstehlen in die Weinberge gekommen seien.[2]
- Das hebräische Wort Goj für das Volk, der Pöbel: Die Stiftsstudenten könnten auf diese Weise ihre Nachbarn beschrieben haben, ohne ihnen zu erklären warum. Dafür müsste man allerdings annehmen, dass die Gôgenwitze zuerst in der Oberstadt erzählt wurden.[3]
- Die neutestamentlichen Namen Gog und Magog aus der Offenbarung des Johannes: Die Gôgen könnten von den Stiftlern mit einem Volk verglichen worden sein, das erst am jüngsten Tage vom Satan befreit werden wird. Ob die Alt-Tübinger tatsächlich so schlimme Gesellen waren, dass sie sich den Namen einer satanischen, dunklen Macht verdienten, ist allerdings fraglich.[4]
- Das keltische Wort Gawr für Riese wie bei der ersten Silbe des mythischen Riesen Gogmagog: Der Tübinger Arzt August Göz beschrieb 1908 die ungewöhnliche Statur der Gôgen allerdings wie folgt: „Unter dem Weingärtnerstand in Tübingen sind noch ganz vereinzelte Familien und Individuen anzufinden, welche auf eine vorgermanische Urrasse hinweisen. Es ist dies eine nahezu rundköpfige, ziemlich flach-schädelige, grobkiefrige und -knochige, etwas krummbeinige, stark behaarte, untermittelgroße, graubraune, dickhäutige Rasse, welche schon in der Jugend etwas nach vorn gebückt daher kommt.“[5]
- Die altschwäbischen Begriffe Gagei und Gagel: Das Schwäbische Wörterbuch von Hermann Fischer (Band 3 von 1911) erwähnt, dass es einige dialektale Ausdrücke gebe, an die Gôg plausibel anzuschließen sei. So sind bei Fischer schwäbisch Gagei (ungewöhnlich großer Mensch) und Gagel (langer, magerer Mensch) belegt, und die Adjektive gagig und gagisch bedeuten ungeschlacht, ästig, stumpf bzw. unbeholfen.[6]
- Das schwäbische Verb gauklen, das dem bairischen gogkeln ähnelt: Gaukeln bedeutet etwas auf dem Rücken, auf den Schultern tragen, wie die Kiepe der Weingärtner, die diese bei der Weinlese an den Tübinger Steilhängen benutzten.[6]

### Aussprache
Man spricht das Wort mit einer Mischung aus „o“ und „a“ aus, also ähnlich wie „Goagen“, aber nicht „Gagen“ sondern „Gôgen“.

### Synonym
Neben dem Ausdruck Gôg existiert auch die ebenfalls mundartlich-schwäbische Bezeichnung Raupe, welche meist als Synonym für Gôg verwendet wurde. Der Ausdruck Raupe ist bereits für das Jahr 1576 bezeugt, wird aber im Gegensatz zum Ausdruck Gôg heute fast nicht mehr verwendet.

### Bedeutungsvarianten
Innerhalb Tübingens bezeichnet das Wort Gôg ausschließlich einen in der Tübinger Unterstadt ansässigen Weingärtner. Außerhalb Tübingens wird der Ausdruck aber auch als Bezeichnung für alle Einwohner Tübingens verwendet. Je weiter man sich von Tübingen entfernt, desto unbekannter wird das Wort Gôg und desto stärker überwiegt die eigentlich falsche Verwendung des Ausdrucks als Bezeichnung für alle Tübinger unabhängig von Wohnsitz und Profession.

## Geschichte
Die Geschichte des Weinbaus im Raum Tübingen reicht bis ins Mittelalter zurück. Die Vereinigung der Tübinger Weingärtner, die Urbansbrüderschaft, wurde 1484 zum ersten Mal urkundlich erwähnt. Viele Tübinger Weingärtner lebten als Ackerbürger innerhalb der Stadtmauern. Mit Gründung der Universität 1477 entstand neben dem bäuerlichen Tübingen das akademische Tübingen. Über die Jahrhunderte entwickelte sich eine scharfe Trennung zwischen beiden Bevölkerungsgruppen.

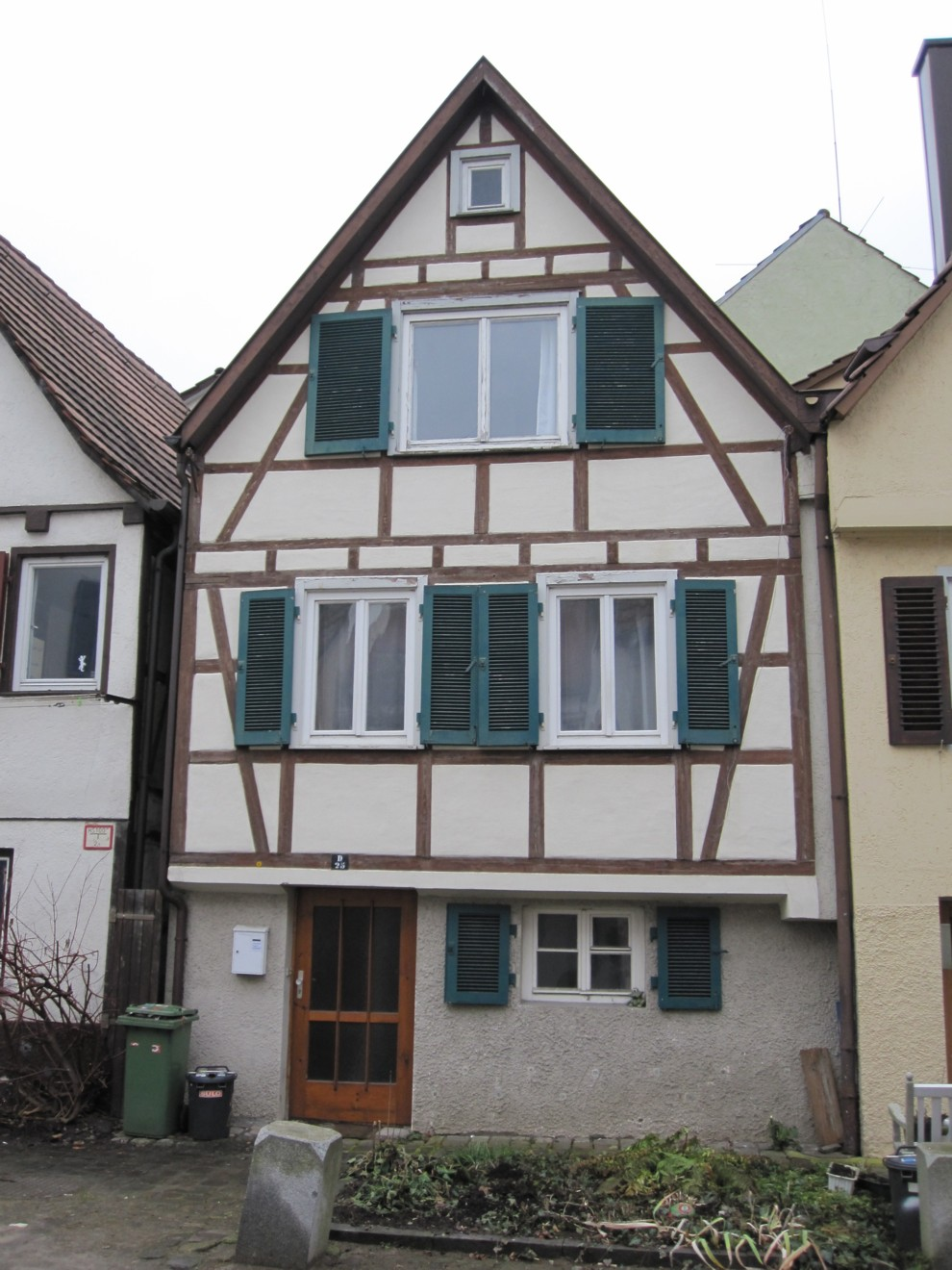
Typisches Haus in der Unterstadt

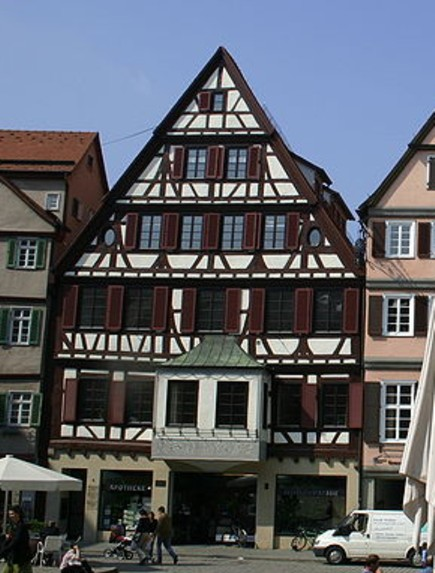
Zum Vergleich: Typisches Haus in der Oberstadt

Die Universitätsangehörigen verfügten in aller Regel über hohe Bildung und ein gesichertes Einkommen. Die Weingärtner hingegen waren kaum gebildet – bis ins 18. Jahrhundert war auch Analphabetismus weit verbreitet. Ihr Einkommen war äußerst gering und schwankte mit Umfang und Güte der Weinlese. Selbst die Verständigung zwischen beiden Bevölkerungsgruppen war zum Teil schwierig, da Universitätsangehörige, die nicht aus Württemberg stammten, das Schwäbische der Gôgen kaum verstanden.
Die Trennung zwischen beiden Gruppen manifestierte sich mit der Zeit sogar im Stadtbild. Die Angehörigen des universitären Tübingens lebten nahezu ausschließlich in der Oberstadt, während die Gôgen fast nur die Unterstadt (die Gôgei) bewohnten. Die Trennlinie zwischen beiden Gebieten war der Ammerkanal, der entlang der Ammergasse, Kornhausstraße und Metzgergasse fließt. Die Bausubstanz beider Stadtteile unterschied sich deutlich. Die Häuser der Oberstadt waren zumeist vier- bis fünfstöckig und unterkellert. In der Unterstadt liegende Häuser waren in der Regel zwei- bis dreistöckig und nicht unterkellert, da dies wegen des hohen Grundwasserniveaus nicht möglich war. Ornamente, repräsentative Eingänge oder andere Verzierungen an den Gebäuden, wie sie in der Oberstadt vorkamen, gab es in der Unterstadt nicht.
Dieser extreme Gegensatz zwischen beiden Bevölkerungsgruppen innerhalb der kleinen Stadt – um 1800 hatte Tübingen nur circa 5.000 Einwohner – sorgte immer wieder für Konflikte und war Kristallisationspunkt der Gôgen-Witze. 1831 erreichten die Spannungen mit dem durch Polizeiwillkür ausgelösten Gôgenaufstand ihren Höhepunkt. Der Schriftsteller Hermann Hesse, der von 1895 bis 1899 in Tübingen lebte, beschrieb seinen Eindruck von den Gôgen wie folgt:
„Diese Raupen (alias Gägen) sind ein horribles Geschlecht, schmutzig und vierschrötig, und gegenwärtig voll neuen Weins. Ihr Schwäbisch ist echt und faustdick und gemahnt ans Slowakische. Mein Weg führt gerade durchs ärgste Räuberviertel, und ich betrachte, je nachdem, mit Lachen oder Mitleiden die versoffenen Männer, die magern, schlampigen Weiber und die schmutzigen, frechen Kinder. Doch scheint es ein gesunder Schlag zu sein.“
Heute ist der kommerzielle Weinbau im Raum Tübingen fast vollständig zum Erliegen gekommen. Auch die klare Trennung zwischen Ober- und Unterstadt bezüglich der Bevölkerungsstruktur existiert nicht mehr. Dementsprechend beziehen sich die auch heute noch populären Gôgen-Witze meist auf die Verhältnisse im 19. oder im beginnenden 20. Jahrhundert. Die Unterschiede zwischen Ober- und Unterstadt in der Bausubstanz sind aber nach wie vor sichtbar.

## Ökonomisches
Die große Armut der Gôgen hatte mehrere Ursachen. Zum einen ist im Raum Tübingen die Erzeugung hochwertiger Weine aufgrund der Bodenbeschaffenheit nicht möglich, wodurch niemals hohe Preise für Tübinger Wein zu erzielen waren. Auch die heute von Hobbywinzern oder im Nebenerwerb angebauten Reben erreichen trotz moderner Hilfsmittel und Kunstdüngung meist keine hohe Qualität. Zum anderen sorgte die in Württemberg übliche Realteilung für Bewirtschaftungsflächen, die über die Generationen immer kleiner wurden. Im 19. Jahrhundert stand einer Gôgenfamilie im Durchschnitt eine Fläche von lediglich 3 bis 5 Morgen (= ca. 1 bis 1,5 Hektar) zur Verfügung, was zur Ernährung einer Familie kaum ausreichte. Eine Ausweitung der Rebflächen war nicht möglich, da nur die ohnehin schon vollständig genutzten Südhänge für den Weinbau geeignet waren.
Darüber hinaus lebten die Tübinger Weingärtner bis 1848 in mittelalterlich-feudalen Strukturen. Die bewirtschafteten Flächen waren Eigentum der Feudalherren. Die Weingärtner mussten von ihrer Ernte 25 % als Gült (Pachtzins) an den Feudalherren abführen. Dazu kam die Abgabe des Zehnten an den Landesherrn und eine Abgabe von 5 % für die Benutzung der Kelter. Dieser Zustand änderte sich erst mit der Weinzehntablösung ab 1848. Die bewirtschafteten Flächen wurden sukzessive in das Eigentum der Weingärtner überführt. Die Gôgen erhielten das Land aber nicht geschenkt, sondern mussten es bis 1873 durch fixe Ratenzahlung an den ehemaligen Feudalherren auslösen.
Aber auch in den Jahren danach lebten die meisten Gôgen in großer Armut, da sich an den ungeeigneten Böden und den zu kleinen Anbauflächen nichts geändert hatte. Außerdem wurden gegen Ende des 19. Jahrhunderts aufgrund der verbesserten Transportwege vermehrt hochwertige Weine in den Raum Tübingen eingeführt, so dass der Tübinger Wein immer weniger Käufer fand. Daher gaben fast alle Gôgen den Weinanbau in den nachfolgenden Jahrzehnten auf oder betrieben ihn nur noch im Nebenerwerb. Um 1900 mussten viele ihren Lebensunterhalt mit „niedrigen“ Diensten in den Haushalten der Oberstadt, wie beispielsweise dem Leeren der Abortgruben, bestreiten oder aufbessern, was den Status der Gôgen als soziale Unterschicht nochmals festigte. Die klare soziale Grenze zwischen Ober- und Unterstadt verschwand erst im Laufe der zahlreichen politischen und sozialen Umbrüche des 20. Jahrhunderts.

## Literarisches
- Das andere Tübingen. Kultur und Lebensweise der Unteren Stadt im 19. Jahrhundert. Tübinger Vereinigung für Volkskunde e. V., Tübingen 1978 (= Untersuchungen des Ludwig-Uhland-Instituts der Universität Tübingen)
- Heinz-Eugen Schramm: Tübinger Gogen-Witze. Körner, Gerlingen 1975